# Segreti di Stato (film 2003)
Segreti di Stato è un film del 2003 diretto da Paolo Benvenuti, presentato in concorso alla 60ª Mostra internazionale d'arte cinematografica di Venezia.

## Trama
La pellicola ricostruisce i fatti riguardanti la strage di Portella della Ginestra (1º maggio 1947) alle porte del paese di Piana degli Albanesi, nei pressi di Palermo. Il filo conduttore del racconto è dato da un avvocato (Antonio Catania), che non viene mai indicato per nome ma il cui operato si ispira a quello di Anselmo Crisafulli, difensore del bandito Gaspare Pisciotta (David Coco) e di altri 20 componenti della banda di Salvatore Giuliano, imputati della strage nel processo che si tenne a Viterbo tra il 1951 e il 1952. L'avvocato indaga per far emergere le incongruenze relative alla ricostruzione ufficiale dei fatti sino a giungere al finale in cui un professore comunista (Sergio Graziani) gli rivela il fitto intreccio di equilibri internazionali passante in Sicilia.

## Produzione
Per la ricostruzione del film il regista si è avvalso di una serie di consulenze, con cui sono stati visionati i documenti USA recentemente desecretati, riguardanti l'argomento. L'idea del film, come ha dichiarato più volte il regista, nasce nel 1996 dopo un suo incontro con Danilo Dolci cui il film è dedicato.

## Accoglienza

### Polemiche
Lo studioso Giuseppe Casarrubea accusò il regista di aver utilizzato materiale storico da lui raccolto senza nemmeno menzionarlo nella pellicola e minacciò azioni legali. Benvenuti si giustificò affermando che Casarrubea gli avrebbe chiesto di non essere nominato.
Il consigliere della Biennale di Venezia Valerio Riva accusò Benvenuti "di falsare la storia a fini propagandistici".

### Critica
Il critico Tullio Kezich stroncò la tesi esposta nel film con la seguente recensione: "I sentieri della storia e dell'invenzione della cronaca e della fantasia, della denuncia e dell'illazione devono stare ben distinti, altrimenti si rischia di buttare in pasto alla platea affamata di scandali delle mezze verità che a volte sono peggiori delle bugie".
Analoga stroncatura arrivò da Maurizio Carbona su Il Giornale: "Benvenuti crede di avere ora altre certezze, ma non le dimostra. Peccato, perché il suo stile scabro fa inizialmente pensare a un approccio equilibrato, mentre 'Segreti di Stato' finisce con l'aderire a una delle tante teorie del complotto: quella elaborata da Danilo Dolci, cui il film è dedicato. Buoni comunisti da una parte, cattivi democristiani, fascisti e americani dall'altra, attraverso l'indagine affidata a un personaggio realmente esistito, ma non esistito così: il difensore di Pisciotta."
Più cauto invece il giudizio di Claudio Carraba su Sette: "Basato su lunghe ricerche d'archivio, 'Segreti di Stato' di Paolo Benvenuti è diventato il titolo della discordia. Invece di discutere sullo stile (anomalo e personalissimo) del regista, i critici si sono improvvisati storici; mentre gli storici (e i polemisti specializzati) si sono schierato contro (o pro) la 'complottomania', dimenticandosi di guardare il film. Il che non è né giusto né istruttivo."

## Incongruenze storiche
Nel 2025 l'associazione "Portella della Ginestra" si oppose alla proiezione del film nel comune di Piana degli Albanesi, evento patrocinato dall'amministrazione comunale, con un comunicato stampa in cui elencava le innumerevoli incongruenze storiche presenti nella pellicola: "nel film si omette volutamente la realtà storica delle lotte dei contadini di Piana degli Albanesi e del suo comprensorio contro la mafia e per l’assegnazione delle terre incolte e mal coltivate che precedettero la strage, mentre si mette in scena una ricostruzione fantasiosa basata sulla 'teoria generale del complotto come strumento d’interpretazione della storia', che non poteva che produrre risultati assai deludenti e per nulla credibili. Per la strage viene incredibilmente evocata, 'senza alcuna prova', una 'grande regia' composta da banditi, mafiosi, golpisti fascisti (Junio Valerio Borghese della Decima Mas), agenti segreti stranieri (James Angleton), ecclesiastici (Giovanni Battista Montini, il futuro Papa Paolo VI), politici (don Luigi Sturzo, Giulio Andreotti, Bernardo Mattarella, Leone Marchesano, Giacomo Cusumano Geloso e il principe Giovanni Francesco Alliata di Montereale), ministri (Mario Scelba) e i presidenti (Alcide De Gasperi e Harry S. Truman). Siamo nel delirio della complottomania e non c’è alcun documento storico o testimonianza che attesti la presenza della Decima Mas a Portella della Ginestra, sul cozzo Dxuhait. Fra l’altro questa versione fantasiosa è stata smentita da due superstiti, Vincenzo Di Noto e Francesco Di Giuseppe, i quali trovandosi al momento della strage sul cozzo Dxuhait, dichiararono, in una testimonianza filmata rilasciata al regista Odino Artioli, che sul posto c’erano soltanto loro e che di là nessuno aprì il fuoco o lanciò granate sulla folla inerme". Prosegue il comunicato: "nella ricostruzione del regista si fa riferimento a numerosi altri episodi fantasiosi, tra i quali: la corsa in camion il giorno dell’eccidio di Gaspare Pisciotta a Boccadifalco per prendere dodici uomini armati di lanciagranate, la presenza a Portella di una macchina nera e l’affermazione che le vittime furono colpite dal mitra Beretta calibro 9 di Salvatore Ferreri detto 'Fra Diavolo'. Per nessuno di questi casi viene esibito un documento, una testimonianza attendibile, uno straccio di prova. L’unico documento che viene mostrato al pubblico è l’estratto di degenza all’ospedale Civico di Palermo di uno dei feriti, Alfonso Di Corrado, per dimostrare che era stato colpito al calcagno da una scheggia di granata lanciata da un commando militare, mentre furbescamente viene celata la relazione di perizia che chiarisce che Di Corrado era stato colpito da una pallottola dum-dum e per questo furono rinvenuti nel tallone 'frammenti metallici multipli'" Ed infine: "indigna e rattrista profondamente vedere calunniare gratuitamente la nobile figura di Girolamo Li Causi che più volte rischiò la propria vita per ricercare la verità sulla strage di Portella. Nel film senza alcuna prova documentale viene riferito che la mafia, che già nel 1944 aveva attentato alla sua vita a Villalba, 'è intervenuta in maniera diretta per impedire il sequestro e l’uccisione di Li Causi' da parte di una delle squadre della banda Giuliano e che la 'polizia il 28 aprile, due giorni prima della strage lo aveva avvertito di non recarsi a Portella in quanto era stato predisposto un attentato alla sua persona. Sono calunnie raccolte nella pattumiera maleodorante del più becero depistaggio".